# Siły Powietrzne Koreańskiej Republiki Ludowo-Demokratycznej

Flaga Sił Powietrznych KRLD

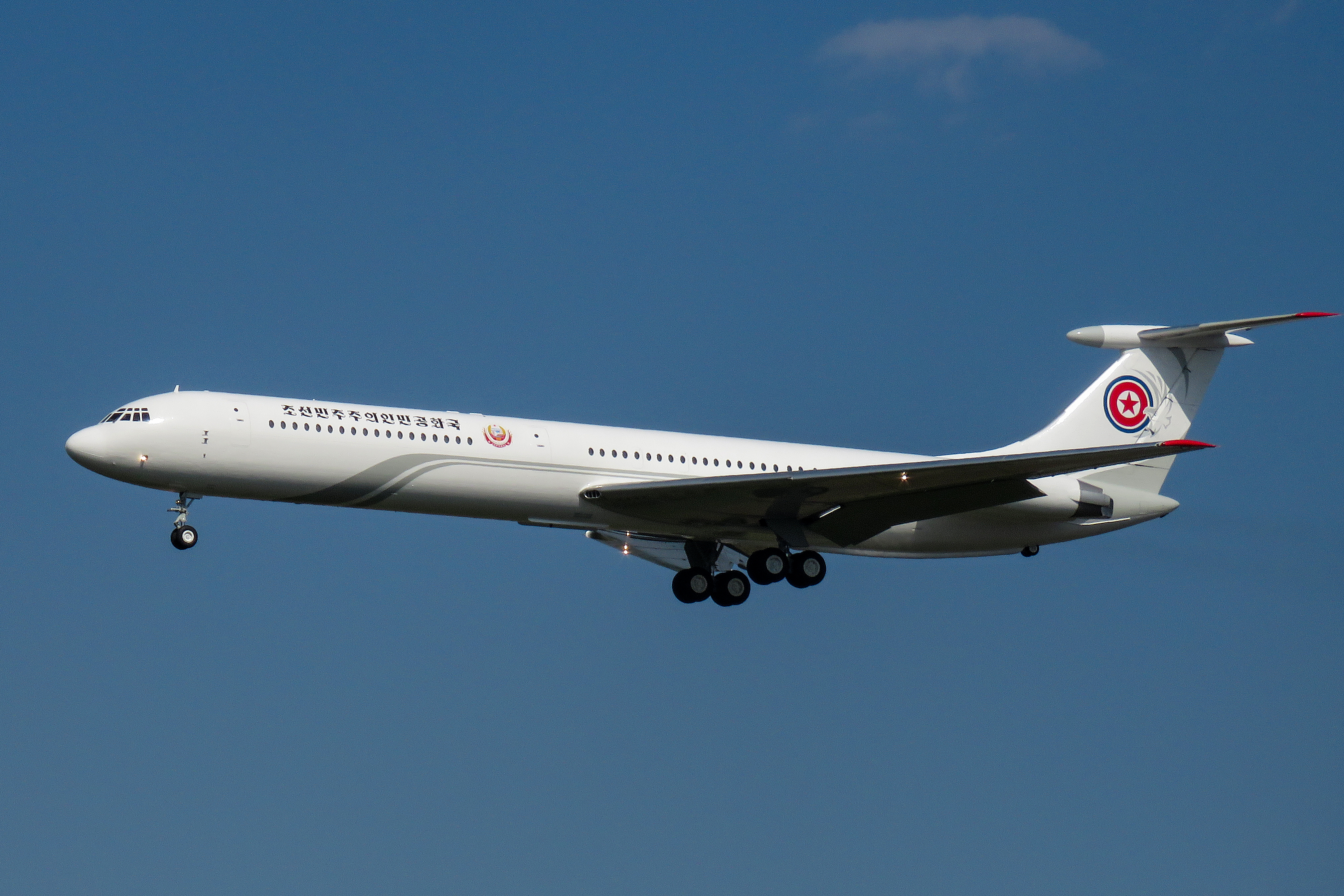
Ił-62M północnokoreańskich sił powietrznych

Siły Powietrzne Koreańskiej Republiki Ludowo Demokratycznej (kor. 조선인민군 공군) – wojska lotnicze, będące jednym z rodzajów Koreańskiej Armii Ludowej.

## Charakterystyka
Wojska lotnicze Korei Północnej przewyższają Koreę Południową pod względem ilości sprzętu wojskowego, ale jego niska jakość równoważy tę różnicę. Kwaterą główną Sił Powietrznych jest Pjongjang. Same siły lotnicze posiadają 15 baz na terenie całego kraju. Kilka z nich znajduje się w pobliżu strefy zdemilitaryzowanej. Poza samolotami MiG-29 i MiG-23, siły powietrzne Korei Północnej dysponują samolotami MiG-21 Fishbed, w tym myśliwcami przechwytującymi typu MiG-21F, MiG-21PF i MiG-21PFM. Na ich wyposażeniu znajdują się także chińskie myśliwce Shenyang J-5, Shenyang J-6 i Chengdu J-7. Flotę samolotów myśliwsko-bombowych uzupełniają maszyny Su-25, Su-7 i Ił-28. Trzon floty śmigłowców stanowią maszyny McDonnell Douglas MD-500. Śmigłowce te zostały przerobione na bojowe i każdy z nich uzbrojony jest w cztery kierowane rakiety przeciwpancerne. Korea Północna dysponuje starszymi pociskami lotniczymi przeciwpancernymi 9M14 Malutka, równie starszymi "Trzmiel" oraz nowszymi "Fagot" i "Kokon". Flota samolotów transportowych, po wycofaniu maszyn An-2 została ograniczona niemal do minimum. Dwa samoloty Ił-62M przejęte od linii Air Koryo zostały przerobione na salonki do przewozu VIP-ów. Do dyspozycji północnokoreańskiego wojska pozostaje także flota samolotów transportowych Ił-76 linii Air Koryo.
Mimo izolacji politycznej Korei Północnej we wrześniu 2016 na lotnisku w Wŏnsanie zorganizowano pierwsze w historii tego kraju międzynarodowe pokazy lotnicze – Wŏnsan International Friendship Air Festival. Pokazy oglądało około piętnastu tysięcy obywateli tego kraju i kilkuset gości zagranicznych. Na ziemi i w powietrzu zaprezentowano wiele typów statków powietrznych użytkowanych przez tamtejsze wojska lotnicze, w tym MiG-21, Su-25 i MiG-29. Dwa pokazowe Migi-21 były pilotowane przez kobiety.

## Struktura
| Lokalizacja                   | Jednostki                                                                           |
| 1. Dywizja Lotnictwa Bojowego | 1. Dywizja Lotnictwa Bojowego                                                       |
| ----------------------------- | ----------------------------------------------------------------------------------- |
| Port lotniczy Kaech'ŏn        | Dowództwo Dywizji 56 pułk lotnictwa myśliwskiego                                    |
| Port lotniczy Ŭiju            | 24 pułk lotnictwa bombowego                                                         |
| Port lotniczy Onch'ŏn         | 36 pułk lotnictwa myśliwskiego                                                      |
| Panghyon                      | 49 pułk lotnictwa myśliwsko-bombowego                                               |
| Port lotniczy Sunchon         | 55 pułk lotnictwa szturmowego 57 pułk lotnictwa myśliwskiego                        |
| Port lotniczy Pukchang        | 58 pułk lotnictwa myśliwskiego                                                      |
| 2. Dywizja Lotnictwa Bojowego |                                                                                     |
| Port lotniczy Toksan          | Dowództwo Dywizji 35 pułk lotnictwa myśliwskiego                                    |
| Baza lotnicza Changjin        | 25 pułk lotnictwa bombowego pułk lotnictwa myśliwskiego                             |
| Port lotniczy Wŏnsan          | 46 pułk lotnictwa myśliwskiego 66 pułk śmigłowców                                   |
| Port lotniczy Kuum-Ni         | 71 pułk lotnictwa myśliwskiego                                                      |
| Port lotniczy Hwangsuwon      | 72 pułk lotnictwa myśliwskiego                                                      |
| 3. Dywizja Lotnictwa Bojowego |                                                                                     |
| Chunghwa                      | Dowództwo Dywizji                                                                   |
| Port lotniczy Taetan          | 4 pułk lotnictwa myśliwsko-bombowego                                                |
| Port lotniczy Kwail           | 11 pułk lotnictwa myśliwsko-bombowego 33 pułk lotnictwa myśliwsko-bombowego         |
| Nuchon-ni                     | 32 pułk lotnictwa myśliwsko-bombowego                                               |
| Port lotniczy Hwangju         | 50 pułk lotnictwa myśliwskiego                                                      |
| Port lotniczy Koksan          | 86 pułk lotnictwa szturmowego                                                       |
| 5. Dywizja Transportowa       |                                                                                     |
| Port lotniczy Taechon         | Dowództwo Dywizji pułk lotnictwa transportowego 5 skrzydło lotnictwa transportowego |
| Port lotniczy Pukchang        | 64 pułk śmigłowców 65 pułk śmigłowców                                               |
| Port lotniczy Kwaksan         | pułk lotnictwa transportowego                                                       |
| Port lotniczy Kangdong        | pułk lotnictwa bombowego                                                            |
| Port lotniczy Sonchon         | pułk śmigłowców                                                                     |
| Port lotniczy Pjongjang-Sunan | skrzydło lotnictwa transportowego służb specjalnych                                 |
| Port lotniczy Mirim           | jednostka VIP                                                                       |
| 6. Dywizja Transportowa       |                                                                                     |
| Port lotniczy Sondok          | Dowództwo Dywizji pułk lotnictwa transportowego                                     |
| Port lotniczy Yonpo           | pułk lotnictwa transportowego                                                       |
| Manp’o                        | pułk lotnictwa transportowego                                                       |
| Kuktong                       | pułk lotnictwa transportowego                                                       |
| Kowŏn                         | skrzydło lotnictwa transportowego                                                   |
| Pakhon                        | skrzydło lotnictwa transportowego                                                   |
| Samjangkol                    | skrzydło lotnictwa transportowego                                                   |
| 8. Dywizja Treningowa         |                                                                                     |
| Port lotniczy Ch’ŏngjin       | Dowództwo Dywizji 41 pułk szkolno-treningowy lotnictwa myśliwskiego                 |
| Port lotniczy Samjiyŏn        | pułk szkolno-treningowy                                                             |
| Kilchu                        | pułk szkolno-treningowy śmigłowców                                                  |
| Port lotniczy Sungam Ni       | Kimchaek Air Force Academy                                                          |
| Port lotniczy Kyongsong Chuul | Szkoła Oficerów Lotniczych                                                          |
| Port lotniczy Kang Da Ri      |                                                                                     |
| Port lotniczy Hamhŭng         |                                                                                     |

## Wyposażenie[7][8]

### Samoloty myśliwskie
| Model        | Liczba | Uwagi |
| ------------ | ------ | ----- |
| Shenyang J-5 | 106    |       |
| Shenyang J-6 | 97     |       |
| Chengdu J-7  | 120    |       |
| MiG-21       | 26     |       |
| MiG-23       | 56     |       |
| MiG-29       | 35     |       |
| Su-7         | 18     |       |
| Razem        | 572    |       |

Samoloty bombowe
| Model | Liczba | Uwagi |
| ----- | ------ | ----- |
| H-5   | 80     |       |
| Razem | 80     |       |

Samoloty szturmowe
| Model | Liczba | Uwagi |
| Su-25 | 34     |       |
| Razem | 34     |       |

### Samoloty transportowe
| Model           | Liczba | Uwagi |
| --------------- | ------ | ----- |
| An-24           | 1      |       |
| PAC P-750 XSTOL | 3      |       |
| Razem           | 4      |       |

### Samoloty treningowe
| Model         | Liczba | Uwagi |
| ------------- | ------ | ----- |
| Shenyang FT-2 | 30     |       |
| Shenyang J-5  | 135    |       |
| MiG-15        | 4      |       |
| Jak-18        | 2      |       |
| Razem         | 171    |       |

### Śmigłowce
| Model                    | Liczba |
| ------------------------ | ------ |
| McDonnell Douglas MD-500 | 84     |
| Mi-2                     | 48     |
| / Mi-8                   | 41     |
| Mi-14                    | 8      |
| Mi-24                    | 20     |
| Mi-26                    | 4      |
| Razem                    | 205    |